# Молодий містер Джаз
Молодий містер Джаз (англ. Young Mr. Jazz) — американська короткометражна кінокомедія режисера Хела Роача 1919 року.

## Сюжет
Дівчина, яка перебуває під постійним контролем батька, все ж тікає від нього, щоб відправитися на танці з Гарольдом. 

## У ролях
- Гарольд Ллойд — Гарольд
- Снуб Поллард — Снуб
- Бебе Деніелс — дівчина
- Семмі Брукс
- Біллі Фей
- Мілдред Форбс
- Роуз Голд
- Лью Харві
- Воллес Хоу
- Бад Джеймісон